# The X-Files: Unrestricted Access
The X-Files: Unrestricted Access is een interactief databasespel uit 1997 ontwikkeld en uitgegeven door Fox Interactive. 

## Gameplay
In tegenstelling tot een traditioneel videospel is The X-Files: Unrestricted Access een interactieve database met informatie over de televisieserie The X-Files. Het biedt veel informatie over de televisieserie zelf, de personages en alle afleveringen van de eerste vier seizoenen. Het spel werd geleverd op twee cd-roms in een big box. De database stond op de tweede schijf, terwijl op de eerste schijf de benodigde programma's stonden. Ook werden er bureaubladachtergronden en schermbeveiligingen meegeleverd.